# Данијела Ирашко Штолц
Данијела Ирашко Штолц (Eisenerz 21. новембар 1983) је аустријска ски скакачица. Прва је (досад једина) жена која је прескочила 200 м. Учинила је то током тренинга на такмичењу Светског купа на скакаоници Кулм у Тауплицу 2003.

## Каријера
Једна је од пионирки у женским скијашким скоковима. Иако је Светски куп за жене формиран кет у сезони 2011/12, Ирашко-Штолц Такмичи се још од 2000. Најпознатија је по 3 победе на Скијашком фестивалу Холменколен (2000, 2001, 2003). Победница је Континенталног купа у сезони 2009/10. Освојила је златне медаље на Зимској унивезијади 2005. и 2007.
Њени највећи успеси су титула светске првакиње из Осла 2011. и сребрна медаља са Зимских олимпијских игара 2014. у Сочију. У премијерној сезони светског купа за жене заузела је 2. место у укупном поретку.
У сезони 2014/15. постигла је још један велики успех освојивши валики Кристални глобус, чиме је прекинула двогодиђњу доминацију Јапанке Саре Таканаши, иако је у сезони умала једну победу мање од ње.

## Лични живот
Ирашко-Штолц је лезбијка. Године 2013. склопила је брак са својом партнерком Изабелом Штолц и свом презимену додала њено.

## Резултати у светском купу

### Укупни пласман
| Сезина   | Пласман |
| -------- | ------- |
| 2011/12. | 2.      |
| 2012/13. | 10.     |
| 2013/14. | 5.      |
| 2014/15. | 1.      |
| 15/2016. | 2.      |

### Победе
| Бр. | Сезона   | Датум         | Место       | Скакаоница              | Величина |
| --- | -------- | ------------- | ----------- | ----------------------- | -------- |
| 1.  | 2011/12. | 4. 2. 2012.   | Хинценбах   | Ајгнер HS 94            | М        |
| 2.  | 2011/12. | 5. 2. 2012    | Хинценбах   | Ајгнер HS 94            | М        |
| 3.  | 2012/13. | 9. 2. 2012.   | Сочи        | Рускије горки HS 106    | М        |
| 4.  | 2013/14. | 25. 1. 2012.  | Планица     | Средња великанка HS 104 | M        |
| 5.  | 2013/14. | 26. 1. 2012.  | Планица     | Средња великанка HS 104 | M        |
| 6.  | 2014/15. | 24. 1. 2015.  | Оберстдорф  | Шатенберг HS 106        | М        |
| 7.  | 2014/15. | 25. 1. 2015.  | Оберстдорф  | Шатенберг HS 106        | М        |
| 8.  | 2014/15. | 31. 1. 2015.  | Хинценбах   | Ајгнер HS 94            | М        |
| 9.  | 2014/15. | 7. 2. 2015.   | Рашнов      | Рашнов HS 100           | М        |
| 10. | 2014/15. | 15. 2. 2015.  | Љубно       | Логарска долина HS 95   | М        |
| 11. | 2015/16. | 12. 12. 2015. | Нижњи Тагил | Рода HS 100             | М        |
| 12. | 2015/16. | 14. 2. 2016.  | Љубно       | Логарска долина HS 95   | М        |